# المنطق المعتمد على الحالة

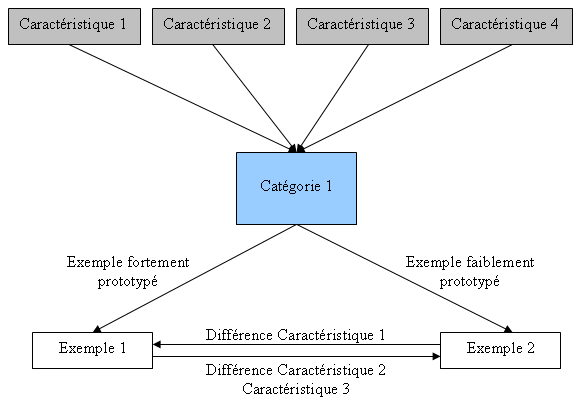
ذاكرة فئة CBR

استدلال قائم على الحالة هو نظام قائم على أساس مقارنة الحالة الموجودة مع مئات أو آلاف الحالات المشابة لها، واستناج الحل من خلال الحلول لهذه الحالات المشابهة للمشكلة. هنا يقوم النظام بالاستدلال من خلال مقارنة الحالة الموجودة مع مئات أو آلاف الحالات المشابه لها، وهنا يفضل استخدامها عندما ينطوي على الحالة الكثير من الاختلاف والفوارق والتي يصعب حلها بالقواعد العادية أو القواعد المباشرة فيصبح الاستنتاج اوسع وأعم. (antecedent => consequent or if => then )
مثال:-لنفترض ان شخص دخل المستشفى في حاله حرجة إلى قسم الأمراض التنفسية المستعصية ونريد ان نعلم من خلال المعلومات والمعرفة السابقة هل هنالك توقع لوفاة شخص لدينا أكثر من 17000 حقل يمثل حالات سابقة لمرضى آخرين تم دخولهم للمستشفى بنفس الحالة
وهنا الحل يكون:-
أول توقع يكون 15% ممكن يتوفى وذالك بناء على أول توقع أي بمعنى أنه تم مقارنة حالته مع الحالات المشابة والسابق . الآن وبعد تطور الحالة والاصابة من خلال مقارنتها بالمعرفة السابقة، هنا يعد أسبوعان مثلا تزدداد نسبة التوقع بعد مقارنة الحالة وتطورها مع الحالات السابقة فتزيد نسبة التوقع أو تقل بناء عليها، ولنفرض ان النسبة أصبحت 90%.
إذا كما لاحظنا ان العملية تعطينا نتائج ادق وأفضل كلما زادت لدينا نسبة الحقائق، وفي مثالنا السابق كانت تمثل قواعد البيانات، أو تطور حالات إصابة السابقة والحالة المطلوب التحقق منها .
فسر على نطاق واسع، هو عملية حل المشاكل الجديدة القائمة على حلول للمشاكل السابقة المماثلة. ميكانيكي السيارات الذي يعمل على إصلاح محرك بالتذكير سيارة أخرى أن عرضت أعراض مشابهة باستخدام المنطق القائم على القضية. محام يدعو إلى نتيجة معينة في محاكمة بناء على سوابق قانونية أو القاضي الذي يخلق القانون حال استخدام المنطق القائم على القضية. لذلك، عناصر جدا، وهو مهندس يعمل نسخ من الطبيعة (ممارسة تقليد الطبيعة)، هو علاج الطبيعة كقاعدة بيانات من الحلول للمشاكل. المنطق القائم على الحالة هو نوع بارز في صنع القياس.
وقد قيل أن الاساس القائم على المنطق الاستنتاجي CBR ليست فقط وسيلة قوية لتفكير الكمبيوتر، ولكن أيضا السلوك منتشر في كل يوم لحل مشكلة إنسانية. أو، أكثر جذرية، أن جميع المنطق يقوم على الحالات السابقة شهدت شخصيا. ويرتبط هذا الرأي إلى النموذج الأولي النظرية التي هو استكشاف أعمق في العلوم المعرفية.

## العملية
هذا النظام قائم على أساس أربع خطوات رئيسة وهي:
1.استرداد:
نظرا للمشكلة المستهدفة، استرداد من الحالات الذاكرة ذات الصلة لحلها. وتتكون من حاله وجود مشكلة، حلها، وعادة تحتوي الشروح حول كيفية تم اشتقاق الحل. على سبيل المثال، لنفترض فريد يريد لإعداد الفطائر توت. كونه طباخا مبتدئ، والتجربة ملاءمة أنه يمكن أن نذكر واحدة من التجارب التي قام بها بنجاح لاعداد الفطائر عادي. الإجراء أنه يتبع لصنع الفطائر عادي، جنبا إلى جنب مع مبررات القرارات التي اتخذت على طول الطريق، يشكل حالة فريد استردادها.
2. أعاده:
رسم خريطة الحل من الحالة السابقة للمشكلة المستهدفة. وقد ينطوي هذا على التكيف مع الحل حسب الحاجة لتناسب مع الوضع الجديد.
في المثال الفطيرة، يجب التكيف مع فريد حل له استرجاع لتشمل إضافة العنب البري.
3. مراجعه:
بعد تعيين الحل السابق إلى الوضع المستهدف، واختبار الحل الجديد في العالم الحقيقي (أو المحاكاة)، وإذا لزم الأمر، تنقيح. لنفترض فريد تكييفها حل فطيرة له بإضافة التوت إلى الخليط.
بعد الاختلاط، ويكتشف أن الخليط قد تحول الأزرق - وهو أثر غير مرغوب فيه. وهذا يشير إلى إعادة النظر التالية: تأخير إضافة التوت حتى بعد أن تم ادليد الخليط في المقلاة.
4. تحتفظ:
بعد الحل تم تكييفها بنجاح لمشكلة المستهدفة، تخزين تجربة الناتج كما في حالة جديدة في الذاكرة.
فريد، وفقا لذلك، يسجل له الإجراء الجديد وجدت لصنع الفطائر توت، وبالتالي إثراء مجموعته الخبرات المخزنة، وأفضل إعداد له لمطالب صنع فطيرة المستقبل.

## النقد
ويقول منتقدو CBR أنه هو النهج الذي يقبل الأدلة القولية كمبدأ التشغيل الرئيسي. بدون بيانات إحصائية ذات الصلة لدعم وتعميم الضمني، ليس هناك ما يضمن أن التعميم هو الصحيح. ومع ذلك، كل المنطق الاستقرائي حيث البيانات شحيحة للغاية بالنسبة لأهمية الإحصائية تستند في جوهرها على الأدلة القولية. وهناك عمل مؤخرا أن يطور CBR ضمن إطار إحصائي والطابع الرسمي الاستدلال القائم على القضية بأنها نوع معين من الاستدلال احتمالي. وبالتالي، يصبح من الممكن لإنتاج التنبؤات القائمة على حالة مجهزة على مستوى معين من الثقة.

## تاريخ هذا النظام
CBR تعود جذورها لعمل روجر شانك وطلابه في جامعة ييل في وقت مبكر 1980s. كان نموذج شانك للذاكرة ديناميكية الأساس لأقرب أنظمة CBR:. CYRUS وIPP مايكل Lebowitz جانيت Kolodner
وتعتمد نظرية الاستنتاج القائم على الحالة CBR على نموذج شانك للذاكرة المتحركة، وكانت الأساس الذي بنيت عليه الأنظمة القديمة للاستنتاج القائم على الحالة: نظام جانيت كولوندر Kolodner's Janet، (CYRUS)، ونظام IPP لمايكل ليبويتز Michael Lebowitz's.
ظهرت مدارس أخرى من CBR والحقول بتحالف وثيق في 1980s، التي وجهت في مواضيع مثل المنطق القانوني، والمنطق القائم على الذاكرة (طريقة التفكير من الأمثلة على أجهزة موازية نطاق واسع)، ومجموعات من CBR مع أساليب التفكير الأخرى. في 1990s، والفائدة في CBR نمت دوليا، كما يتضح من إنشاء مؤتمر دولي حول المنطق القائم على حالة في عام 1995، وكذلك ورش العمل CBR الأخرى الأوروبية والألمانية والبريطانية والإيطالية، و.
وقد أدى التكنولوجيا CBR في نشر عدد من النظم الناجحة، في وقت يجري كلافيير لوكهيد، نظام لزرع بها أجزاء المركبة ليتم خبز في الفرن الحراري الصناعي. وقد استخدم على نطاق واسع في التطبيقات CBR مكتب المساعدة مثل نظام كومباك سمارت وجدت مجال التطبيق الرئيسية في العلوم الصحية.